# 도쿠가와 무네타다

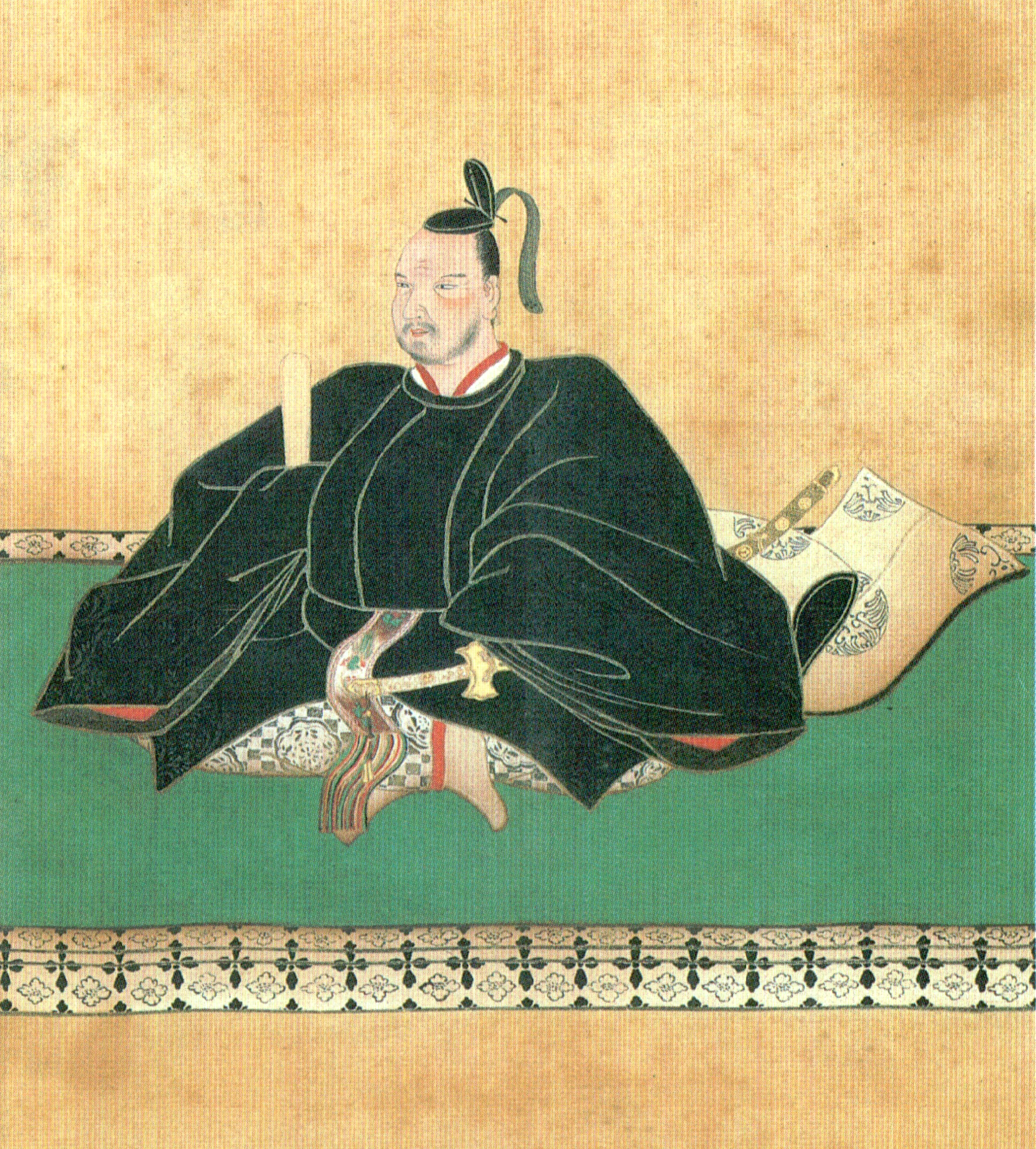
히토쓰바시 무네타다

도쿠가와 무네타다(일본어: 徳川宗尹) 혹은 히토쓰바시 무네타다(一橋宗尹)는 에도 시대 고산쿄 중 히토쓰바시가의 초대 당주이다. 에도 막부 제8대 쇼군 도쿠가와 요시무네의 사남이다. 제11대 쇼군 도쿠가와 이에나리(徳川家斉)는 손자이며 제12대 쇼군 도쿠가와 이에요시는 증손, 제13대 쇼군 도쿠가와 이에사다와 제14대 쇼군 도쿠가와 이에모치는 현손에 해당한다.
| 전임 (도쿠가와 요시무네) | 제1대 히토쓰바시 도쿠가와가 당주 1735년 ~ 1764년 | 후임 도쿠가와 하루사다/하루나리 |